# Mutilação sexual
A mutilação genital consiste no corte parcial ou total dos genitais. É uma prática comum em certas comunidades, principalmente com bebés de sexo feminino, geralmente para inibir o prazer sexual. A mutilação pode ser permanente ou temporária.

## Mutilação genital feminina

Os 3 tipos de excisão, em comparação com a anatomia feminina sem alterações.

Em pessoas nascidas com o sexo feminino, a mutilação pode ter vários graus e maneiras. A extirpação do clítoris é chamada de clitoridectomia; pode ser acompanhada da eliminação de parte ou de todo o lábio vaginal, procedimento chamado excisão.  Há uma forma de mutilação – infibulação – mais grave que consiste na costura dos lábios e do clítoris, impedindo a menstruação e frequentemente levando à morte da pessoa afetada. Algumas comunidades islâmicas e outras não-islâmicas do norte da África, Oriente Médio e Indonésia praticam a mutilação genital feminina e vêm chamando a atenção do mundo ocidental por conta disso. São relatados também casos de mutilação genital feminina em comunidades expatriadas em todo o mundo

## Mutilação genital masculina
No caso do sexo masculino, dependendo da gravidade, a mutilação pode ser uma circuncisão ou uma castração.
A circuncisão é praticada como ritual religioso principalmente por judeus e muçulmanos, e como medida profilática por muitos médicos, especialmente nos Estados Unidos. Os defensores da circuncisão afirmam que existe um valor prático na circuncisão masculina, como um ato médico. Como uma medida de higiene, há quem defenda que seja útil para impedir a acumulação de uma secreção genital chamada esmegma, no espaço entre a glande e o prepúcio que a recobre. Se o esmegma não for removido, torna-se um mal cheiroso campo de cultivo de bactérias que causam grande irritação e é foco de infecções. É realizada em certos casos de fimose, parafimose ou quando a glande não pode ser libertada. Para estes últimos casos, existe como alternativa à circuncisão, uma terapia local de creme esteróide que parece ser eficaz; e mesmo quando esta falha, há ainda a prepucioplastia, uma cirurgia que corrige o prepúcio sem removê-lo.
No entanto, recentes estudos mostram que a circuncisão pode ajudar a prevenir infecções nos rins e nas vias urinárias. Outros estudos mostram que pessoas do sexo masculino incircuncisadas têm mais probabilidade de contrair infecções por via sexual do que as circuncidados, inclusive de contrair o vírus do HIV. Sugere-se como um possível motivo que o prepúcio proporciona um ambiente tépido, húmido, que dá ao agente infeccioso mais tempo de sobrevivência e oportunidade para infiltração no organismo. De acordo com uma notícia publicada no site do jornal brasileiro Folha de S.Paulo, casos de infecção caíram 50% em teste na África e estudos foram interrompidos após benefício se mostrar tão evidente. Por se tratar de uma proteção parcial, não se dispensa o uso de preservativo.
Muitos homens, insatisfeitos com sua condição de circuncidados, buscam revertê-la por meio da reconstrução genital não-cirúrgica – fazendo a pele do pênis se expandir e formar um "pseudo-prepúcio" substituto. Apesar de imperfeito, este tratamento costuma oferecer considerável melhoria na sensibilidade sexual.

## Mutilação genital intersexo
No caso de crianças intersexo que nascem com características genitais atípicas tem-se tornado prática comum as sujeitar a intervenções cirúrgicas desnecessárias e a outros procedimentos que têm como propósito tentar fazer com que a sua aparência genital esteja de acordo com a definição típica de sexo masculino ou feminino. Tais procedimentos, frequentemente irreversíveis, podem causar permanentemente infertilidade, dor, incontinência, perda de sensação no acto sexual, sofrimento mental para o resto da vida, incluindo depressão.
Regularmente são praticados sem o pleno consentimento, livre e informado, da pessoa em questão. Muitas vezes, esta é demasiado nova para poder tomar uma decisão e estes procedimentos podem violar os seus direitos à integridade física, a viver livre de tortura e outros atos degradantes ou desumanos.
Estas intervenções têm frequentemente como base normas culturais e de género e crenças discriminatórias relativas a pessoas intersexo e a sua integração na sociedade. Sendo algumas vezes justificados por argumentos com base em benefícios de saúde, mas estes são frequentemente propostos com base em provas fracas e sem a discussão de soluções alternativas que protejam a integridade física e respeitem a autonomia da pessoa.
Tais crenças e pressões sociais são frequentemente refletidas pela comunidade médica, e também por familiares responsáveis das crianças intersexo, que encorajam ou dão o seu consentimento para que tais procedimentos sejam feitos. Independentemente da falta de indicação médica, necessidade ou urgência, e também apesar do facto de que tais procedimentos possam violar direitos humanos. Muitas vezes o consentimento é dado na ausência de informação sobre as consequências a curto e longo prazo sobre tal cirurgia e também com a falta de contacto com outras pessoas adultas intersexo e as suas famílias.
Muitas pessoas adultas intersexo que foram expostas a cirurgias enquanto crianças realçam a vergonha e estigma associados à tentativa de apagar os seus traços intersexo, tal como o sofrimento físico e mental, incluindo como resultado as cicatrizes extensivas e dolorosas. Muitas também sentem que foram forçadas a assumirem um sexo e género que não lhes é adequado.
Dado à natureza irreversível e o impacto na autonomia e integridade física da pessoa, tais procedimentos cirúrgicos desnecessários não-consentidos, procuram atualmente ser proibidos por várias organizações ao redor do mundo.